# Ron Smoorenburg
Ron Smoorenburg (* 30. April 1974 in Nieuwegein, Provinz Utrecht) ist ein niederländischer Kampfsportler, Schauspieler, Stuntman und Stunt Coordinator.

## Leben
Smoorenburg wurde am 30. April 1974 in Nieuwegein geboren. Mit sieben Jahren begann er mit Judo als Kampfsportler, wechselte aber später zum Karate und Free Fighting. Als Vorbilder nennt er Jackie Chan und Hwang In-Shik sowie Jean-Claude Van Damme. 1997 stellte er live in einer lokalen Fernsehsendung den Rekord für den höchsten Tritt von 3,35 Meter (11 Fuß) auf. Sein Schauspieldebüt feierte er 1998 im Film Jackie Chan ist Nobody. Zeitgleich erhielt er erste Tätigkeiten als Stuntman, wenige Jahre später als Stuntkoordinator und Kampfchoreograph. 2012 war er Teil des Casts für die deutsche Filmproduktion Türkisch für Anfänger. 2014 war er im Actionfilm Tekken 2: Kazuya’s Revenge in der Rolle des Thorn zu sehen. 2017 spielte er im Actionfilm King Arthur and the Knights of the Round Table die Rolle des Sir Galahad. 2019 spielte er einen namenlosen Spezialist der United States Air Force im Film The Cave.
Er ist mit einer Thailänderin verheiratet und Vater.

## Filmografie (Auswahl)

### Schauspiel
- 1998: Jackie Chan ist Nobody (Who Am I?/我是誰)
- 2000: Gen-X Cops (Dak ging san yan lui/特警新人類2)
- 2001: Martial Angels (Chuet sik san tau/絕色神偷)
- 2001: Born Wild (Ye shou zhi tong/野獸之瞳)
- 2001: The Good, the Bad & the Innocent
- 2001: The Avenging Fist (Kuen sun)
- 2002: Engine Trouble
- 2004: Fighting Fish
- 2004: Veronica’s Fight Master (Fernsehserie)
- 2005: Revenge of the Warrior – Tom Yum Goong (Tom yum goong/ต้มยำกุ้ง)
- 2007: The Bodyguard 2
- 2008: L: Change the World
- 2008: The 5th Commandment – Du sollst nicht töten (The Fifth Commandment)
- 2009: Street Fighter – The Legend of ChunLi (Street Fighter: The Legend of Chun-Li)
- 2010: Full Love
- 2010: Red Eagle
- 2010: The Sanctuary (Kurzfilm)
- 2011: Largo Winch II – Die Burma Verschwörung (Largo Winch II)
- 2011: Elephant White – Ein Killer in Bangkok (Elephant White)
- 2012: The Viral Factor (Jik zin/逆戰)
- 2012: Türkisch für Anfänger
- 2012: Billa 2
- 2012: The Mark
- 2012: Lost in Thailand (Ren zai jiong tu: Tai jiong/人在囧途之泰囧)
- 2013: Only God Forgives
- 2013: Iddarammayilatho
- 2013: Die Liebe seines Lebens (The Railway Man)
- 2013: Vikingdom – Schlacht um Midgard (Vikingdom)
- 2013: Ninja – Pfad der Rache (Ninja: Shadow of a Tear)
- 2013: Ron Smoorenburg Stretching Series (Kurzfilm)
- 2014: Petchakat
- 2014: Tekken 2: Kazuya’s Revenge
- 2014: Outcast – Die letzten Tempelritter (Outcast)
- 2014: Bang Bang
- 2015: Brothers
- 2015: Skin Traffik
- 2016: Time Rush
- 2016: Baaghi – Der Rebell (Baaghi)
- 2016: The Asian Connection
- 2016: The Fighters 3: No Surrender (Never Back Down: No Surrender)
- 2016: Brutal: Taste of Violence (Fernsehserie)
- 2016: Sultan
- 2016: Warrior Savitri
- 2016: The Warriors Gate
- 2016: The Beginning of the End
- 2017: King Arthur and the Knights of the Round Table
- 2017: Beyond Return (Kurzfilm)
- 2018: A Xiu Luo
- 2018: With Love, Bollywood
- 2019: Crazy Alien
- 2019: Triple Threat
- 2019: General Commander
- 2019: Haphazard
- 2019: Zombie Tidal Wave
- 2019: The Cave
- 2020: Invincible
- 2020: English Dogs
- 2020: Redemption (Kurzfilm)
- 2020: Tremors: Shrieker Island
- 2020: Daytime Nightmare
- 2021: A Chaque Instant (Kurzfilm)
- 2021: Denard Anatomy of An Antihero
- 2021: Extraordinary Siamese Story: Eng and Chang (Fernsehserie, Episode 1x13)
- 2021: Veni Mecum (Kurzfilm)
- 2021: The Legend Hunters
- 2022: The Greatest Beer Run Ever
- 2022: Emerging from the Shadows (Kurzfilm)

- 2025: Into the Deep

### Stunts
- 1998: Jackie Chan ist Nobody (Who Am I?/我是誰)
- 2000: Gen-X Cops (Dak ging san yan lui/特警新人類2)
- 2005: Revenge of the Warrior – Tom Yum Goong (Tom yum goong/ต้มยำกุ้ง)
- 2006: Piraten der Karibik (Blackbeard, Miniserie, 3 Episoden)
- 2007: Die Schatzinsel
- 2008: The 5th Commandment – Du sollst nicht töten (The Fifth Commandment)
- 2009: The Marine 2
- 2010: Full Love
- 2010: Shanghai
- 2011: Hangover 2 (The Hangover: Part II)
- 2012: Chingari
- 2012: Mission Liebe – Ek Tha Tiger (Ek Tha Tiger)
- 2015: Sagaptham
- 2016: Lost in the Pacific
- 2016: The Fighters 3 – No Surrender (Never Back Down: No Surrender)
- 2016: Brutal: Taste of Violence (Fernsehserie)
- 2016: Marco Polo (Fernsehserie, Episode 2x01)
- 2020: Invincible
- 2021: Kate
- 2022: The Greatest Beer Run Ever

### Stuntkoordination
- 2001: Luifel & Luifel (Fernsehserie)
- 2002: Engine Trouble
- 2004: Fighting Fish
- 2008: Muay Thai Killer
- 2009: Bangkok Adrenaline
- 2010: Der Prinz & ich – Königliches Abenteuer (The Prince and Me 4: The Elephant Adventure, Fernsehfilm)
- 2011: Nenu Naa Rakshasi
- 2011: Dhada
- 2011: Zum Glück bleibt es in der Familie (On ne choisit pas sa famille)
- 2012: Billa 2
- 2013: Aadhi Bhagavan
- 2013: Baadshah
- 2013: Shadow
- 2014: Outcast – Die letzten Tempelritter (Outcast)
- 2014: Gukjesijang
- 2016: Sultan
- 2016: The Beginning of the End
- 2018: At the Edge (Kurzfilm)
- 2018: A Xiu Luo
- 2019: War
- 2020: Invincible
- 2020: English Dogs
- 2020: Daytime Nightmare
- 2022: Emerging from the Shadows (Kurzfilm)